# Trasporti nello Yemen
Questa voce raccoglie le principali tipologie di trasporti in Yemen.

## Trasporti su rotaia

### Reti ferroviarie
Al momento assenti, anche se esistono progetti in tal senso.

### Reti metropolitane
Non esistono sistemi di metropolitana in Yemen.

### Reti tranviarie
Anche il servizio tranviario è assente in questa nazione.

## Trasporti su strada

### Rete stradale
In totale: 67.000 km (dati 1996)
- asfaltate: 7.700 km
- bianche: 59.300 km.

### Reti filoviarie
In Yemen non circolano filobus.

### Autolinee
Nella capitale dello Yemen, Sana'a, e in altre zone abitate operano aziende pubbliche e private che gestiscono i trasporti urbani, suburbani e interurbani esercitati con autobus.

## Porti e scali
- Aden, Al-Hudayda, Al-Mukalla, Mokha e Nishtun.

## Trasporti aerei

### Aeroporti
In totale: 50 (dati 1999)
a) con piste di rullaggio pavimentate: 13
- oltre 3047 m: 2
- da 2438 a 3047 m: 8
- da 1524 a 2437 m: 1
- da 914 a 1523 m: 1
- sotto 914 m: 1

b) con piste di rullaggio non pavimentate: 37
- oltre 3047 m: 2
- da 2438 a 3047 m: 9
- da 1524 a 2437 m: 8
- da 914 a 1523 m: 13
- sotto 914 m: 5.